# 塞霍尔
塞霍尔（Sehore），是印度中央邦塞霍尔县的一个城镇。总人口90930（2001年）。

## 人口
该地2001年总人口90930人，其中男性47589人，女性43341人；0—6岁人口12982人，其中男6734人，女6248人；识字率68.35%，其中男性为74.74%，女性为61.34%。